# Сан-Мартино-ин-Пассирия
Сан-Мартино-ин-Пассирия (Санкт-Мартин-ин-Пассайер, итал. San Martino in Passiria, нем. St. Martin in Passeier) — коммуна в Италии, располагается в регионе Трентино — Альто-Адидже, в провинции Больцано.
Население составляет 2830 человек, плотность населения составляет 94 чел./км². Занимает площадь 30 км². Почтовый индекс — 39010. Телефонный код — 0473.
Покровителем коммуны почитается святитель Мартин Турский, празднование 11 ноября.